# Centro di ricerca Enrico Piaggio
Il centro di ricerca "Enrico Piaggio" è un centro di ricerca scientifica dell'Università di Pisa nei settori dell'automazione, della bioingegneria e della robotica.

## Storia
Il 29 settembre 1965 fu fondato presso la facoltà di ingegneria dell'Università di Pisa il "Centro per l'automatica", con l'obiettivo di "svolgere studi e ricerche sull'automazione nell'industria e per svolgere attività didattiche per la preparazione del personale destinato alla progettazione degli automatismi". 
Il centro venne intitolato a Enrico Piaggio che aveva appoggiato gli studi di ingegneria meccanica nell'Università di Pisa. 
Nel 1983 il centro fu parificato ad un istituto universitario. Alle tradizionali attività nell'automatica si affiancarono importanti attività di ricerca in bioingegneria.
Nel 1998 venne emanato lo statuto del Centro, che divenne un Centro Interdipartimentale dell'Università di Pisa. Al centro afferirono i dipartimenti di ingegneria aerospaziale, sistemi elettrici e automazione, ingegneria dell'informazione, matematica, ingegneria meccanica, nucleare e della produzione, chimica e ingegneria chimica, e gli istituti del CNR di fisiologia clinica e per le applicazioni del calcolo.
Nel 2012 il Centro "Enrico Piaggio" è divenuto centro di ricerca di ateneo.

## Attività di ricerca
I due campi di ricerca principali sono quello della robotica e quello della bioingegneria. Circa 100 ricercatori dell'Università di Pisa collaborano con il centro. Il centro accoglie inoltre studenti e ricercatori stranieri (Giappone, Cina, India, Francia, Stati Uniti, Norvegia, Messico, Iran, Spagna). Il centro raccoglie le competenze di ricercatori e professori in campi diversi, che vanno dai diversi tipi dell'ingegneria alla matematica, medicina, psicologia e filosofia, favorendo la convergenza tra discipline scientifiche e umanistiche.
Il Centro collabora con aziende pubbliche e private e con università e centri di ricerca italiani e internazionali. Ha promosso progetti spin-off con la collaborazione dell'Università di Pisa, e ha aperto laboratori e attivato convenzioni con poli industriali e tecnologici in Toscana, come quelli di Piombino, Cecina e Navacchio.
Nel 2015 ha ricevuto finanziamenti da progetti per circa 4 milioni di euro, partecipando a diversi programmi finanziati dall'Europa per la ricerca e l'innovazione. Sono attualmente attivi presso il Centro “E. Piaggio” 14 progetti di ricerca europei, nell'ambito dei settori della soft robotics, interazione fisica uomo-robot, aptica e mani artificiali, metodi di controllo avanzato per i sistemi complessi, robotica sottomarina, sistemi indossabili, neuroingegneria socio-cognitiva, biometria, analisi dei segnali biomedici, sistemi muscolari artificiali, modelli sistemici in vitro.
Il Centro "E.Piaggio" è parte delle reti di eccellenza "HYCON2" (Hybrid Control and Embedded Systems), "EURON" (EUropean RObotics research Network), "CONET" (Cooperating Objects and Sensor Networks) ed "ESNAM" (European Scientific Network for Artificial Muscles).
Il Centro può vantare un ERC (European Advanced Grant), attribuito nel 2012 al professor Antonio Bicchi per le sue ricerche sull'aptica dal Consiglio Europeo della Ricerca. Il riconoscimento è attribuito a scienziati di elevato profilo per la realizzazione di progetti scientifici d'avanguardia.

### Ricerca in automazione e robotica
Il gruppo di robotica del centro di ricerca "Enrico Piaggio", diretto da Antonio Bicchi ha in corso una decina progetti europei, in tre campi principali:

#### Soft Robotics, interazione fisica uomo-robot
Il progetto Soft Robotics riguarda lo studio di nuovi attuatori per l'interazione fisica uomo-robot. In quest'ambito è attivo il progetto SAPHARI (Safe and Autonomous Physical Human-Aware Robot Interaction), prosecuzione del progetto PHRIENDS (Physical Human-Robor Interaction, dependability and safety), per la progettazione e costruzione di nuovi robot. Questa ricerca ha dato vita allo spin-off "qb robotics". Il centro fa parte della rete europea "EURON" (EUropean RObotics research Network), ed è tra i promotori della Natural Machine Motion Initiative (NMMI)

#### Aptica e mani artificiali
Il progetto Aptica riguarda lo studio delle mani, della manipolazione e dell'aptica. Il Centro ha coordinato il progetto europeo "The Hand Embodied", "SoftHands", progetto finanziato dalla comunità europea al professor Bicchi come ERC Advanced Grant, SoMa, "PACMAN", "WEARHAP"
La ricerca sulle mani artificiali del centro ha ottenuto il premio "Japan Toy Culture Foundation" alla "International Conference of Intelligent Robots and Systems" (7-12 ottobre 2012, Portogallo), il premio per il miglior articolo presentato alla "International Conference on Humanoids Robots 2012" (29 novembre- 1º dicembre 2012, Osaka, Giappone) e il premio per il miglior articolo interattivo alla "International Conference on Humanoids Robots 2015" (3 - 5 novembre 2015, Seoul, Korea del Sud).

#### Metodi di controllo avanzato per i sistemi complessi
Il campo di ricerca riguarda in particolare sistemi non lineari e sistemi misti logico-dinamici: in quest'ambito il centro ha coordinato il progetto europeo CHAT (Control of Heterogeneus Automation Systems) per lo sviluppo di architetture di controllo di sistemi industriali su larga scala, terminato nel 2011 e in seguito proseguito nel progetto ROBLOG (Cognitive Robot for Automation of Logistic Processes), che si occupa di automazione dei sistemi logistici. ll Centro è stato impegnato anche in progetti per l'impiego di robot e veicoli autonomi per il monitoraggio ambientale, sia terrestre che subacqueo. in quest'area ha partecipato al progetto PLANET (PLAtform for the deployment and operation of heterogeneous NETworked cooperating objects);

#### Robotica Sottomarina
Il Centro di Ricerca "E.Piaggio" porta avanti da tempo un'intensa ricerca nel campo della Robotica Sottomarina, con un'attenzione particolare al campo dello sviluppo di veicoli sottomarini autonomi e in grado di comunicare tra loro tramite onde acustiche.
in quest'area è attivo il progetto WiMUST (Widely scalable Mobile Underwater Sonar Technology);
oltre ai conclusi
- SAFEQUARRY tecnologie di monitoraggio innovative a supporto del distretto lapideo con lo scopo di aumentare e migliorare l'attività estrattiva[25];
- THESAURUS (TecnicHe per l'Esplorazione Sottomarina Archeologica mediante l'Utilizzo di Robot aUtonomi in Sciami)[26];
- UAN (Underwater Acoustic Network )[27], in cui i veicoli autonomi si muovono sotto il mare, e sono in grado di comunicare tra loro per mezzo di una rete wireless subacquea.

Il Centro fa parte delle reti di eccellenza CONET (Cooperating Objects NETwork of excellence) e HYCON2 (Hybrid Control: Taming Heterogeneity and Complexity of Networked Embedded Systems). È membro dell'European Institute of Embedded Control (EECI). Il Centro "E.Piaggio" è inoltre parte di ISME (Centro Interuniversitario Integrated Systems for Marine Environment).

### Ricerca in Bioingegneria

#### Sistemi indossabili
Il progetto riguarda la realizzazione di indumenti "sensorizzati" per il monitoraggio della postura e del movimento umano (guanti, maglie e ginocchiere). L'attività di ricerca è stata sviluppata nell'ambito di diversi progetti, tra cui il progetto SYSTEX. Il progetto PSYCHE applica questi sistemi di monitoraggio a pazienti affetti da disturbo bipolare, mentre il progetto NEVERMIND si avvale di questi strumenti per monitorare pazienti a rischio di disturbi depressivi.

#### Studio emozioni umane
Si tratta di un campo multidisciplinare sulla progettazione di sistemi in grado di riconoscere, interpretare e stimolare emozioni umane e fenomeni affettivi correlati. In questo campo è attivo il progetto CEEDS (the Collective Experience of Emphatic Data Systsems), per lo sviluppo di una tecnologia che esplori i processi, volontari e involontari, che sottostanno ad apprendimento e creatività.

#### Neuroingegneria socio-cognitiva
Il progetto riguarda l'ambito delle tecnologie avanzate per la valutazione ed il trattamento dei disturbi del sistema nervoso centrale. In collaborazione con l'IRCSS "Stella Maris", il centro ha realizzato FACE,, un androide sociale in grado di interagire empaticamente con gli esseri umani attraverso una comunicazione non verbale.

#### Biometria
Nell'ambito dei progetti internazionali ACTIBIO (Unobtrusive Authentication Using Activity Related and Soft Biometrics) e OASIS (Open architecture for accessible services integration and standardisation), finanziati dalla Comunità Europea, vengono affrontati temi legati alla biometria. L'obiettivo di tali progetti consiste nella ricerca e nello sviluppo di un concetto completamente nuovo nell'ambito dell'autenticazione di soggetti umani all'interno di ambienti dove la sicurezza ha un ruolo importante.

#### Sistemi muscolari artificiali
Il centro da tempo studia lo sviluppo di materiali e dispositivi innovativi per la realizzazione di muscoli artificiali, basati su materiali polimerici elettroattivi. In tale ambito di ricerca il centro funge da coordinatore della Rete scientifica europea per i muscoli artificiali ESNAM

#### Modelli sistemici in vitro
Lo studio riguarda l'ingegneria dei tessuti e la biofabbricazione. Tramite i progetti europei INLIVETOX (Intestinal, Liver and Vascular Nanoparticle Toxicitye) e RELIVER (Interdisciplinary collaboration for biomimetic bioartificial liver design) vengono studiati sistemi di organi e tessuti interconnessi per comprenderne le relazioni nella fisiologia umana, e sviluppati modelli in vitro per la costruzione di una mappa generale.

## Attività di formazione
Il centro gestisce corsi nell'ambito dei corsi di laurea in ingegneria biomedica e in ingegneria robotica e dell'automazione e ingegneria meccanica. Gestisce un curriculum internazionale di studi di dottorato in sistemi incorporati e automazione (dal 2006 "ICO", dal 2011 divenuto "ICO-NEH", International Curriculum Option of Doctoral Studies in Networked, Embedded, and Hybrid Control Systems for Complex Distributed Heterogeneous Systems), che vede la partecipazione di 18 università europee
Il centro gestisce inoltre il progetto "Asialink", per la formazione avanzata in bioingegneria di alcuni paesi dell'Estremo Oriente (Filippine e Indonesia). Ha partecipato alla fondazione nell'agosto del 2012 del consorzio "AMBEC" (African Consortium of Biomedical Engineering) in Africa per formare ingegneri biomedici. Il consorzio comprende Università di diversi paesi africani (Uganda, Zambia, Malawi, Kenya, Etiopia e Sudafrica), oltre all'Università di Pisa e all'organizzazione britannica Amalthea Trust. Nel 2016 è partito il progetto ABEC, per la creazione di una solida comunità di ingegneri biomedici in Africa, attraverso scambi tra università sul modello Erasmus.
Nel 2017 partirà il progetto UBORA, coordinato dal Centro Piaggio, che ha come finalità la costruzione di una piattaforma virtuale per bioingegneri dove condividere know-how e risorse.
Ogni anno, il centro organizza a Pisa il workshop internazionale "Robotics Research Jam Sessions".

## Direttori
- Alessandro Faedo: matematico, fondatore e primo direttore del centro, è stato rettore dell'Università di Pisa (1958-1972), presidente del CNR (1972-1976) e senatore della Repubblica (1976-1983).
- Lucio Lazzarino: ingegnere aeronautico, è stato preside della facoltà di ingegneria dell'Università di Pisa (1965-1988).
- Franco Russo: è stato direttore dell'Istituto di elettronica e telecomunicazioni e del dipartimento di ingegneria dell'informazione (elettronica, informatica, telecomunicazioni) e consigliere di amministrazione e prorettore vicario.
- Paolo Giusti: ingegnere industriale, è stato direttore del dipartimento di ingegneria chimica, del centro interdipartimentale di biomateriali ed endoprotesi e dell'istituto di materiali compositi e biomedici del Centro nazionale delle ricerche e, inoltre, vicepreside della facoltà di ingegneria dell'Università di Pisa.
- Danilo De Rossi[37]: ingegnere chimico e direttore del centro dal 1998 al 2003, è stato professore aggiunto di ingegneria biomedica alla McGill University in Canada (1991-1995), dal 1994 professore ordinario di bioingegneria all'Università di Pisa e nel 1997 professore in visita alla F. Schilling University di Jena, in Germania.
- Antonio Bicchi[38]: ingegnere e direttore del centro nel 2003-2012, è professore di robotica all'Università di Pisa e senior scientist all'Istituto italiano di tecnologia di Genova.
- Danilo De Rossi dal 2012 al 2015
- Andrea Caiti[39] dal 1º novembre 2015 all'11 gennaio 2017
- Arti Ahluwalia dal 12 gennaio 2017 al 31 dicembre 2022
- Lucia Pallottino dal 1º gennaio 2023